# Refugiehuis van de Oratorianen van Scherpenheuvel

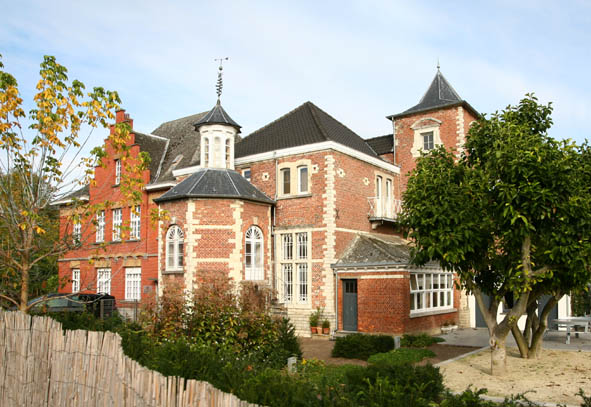
Refugiehuis van de Oratorianen van Scherpenheuvel

Het Refugiehuis van de Oratorianen van Scherpenheuvel is een gebouw in de Vlaams-Brabantse stad Diest, gelegen aan het Sint-Jansveld 18 en 18A.
Het is een gebouw uit de eerste helft van de 17e eeuw, bedoeld als refugiehuis voor de Oratorianen van Scherpenheuvel.
Het betreft een vierkant hoofdgebouw, geflankeerd door een vierkant torentje en een achtzijdig paviljoentje met lantaarn. Het werd gebouwd in baksteen en zandsteen.
In 1966-1967 werd het inwendig verbouwd en het dient tegenwoordig als rusthuis.